# Оба-на!
«Оба-на!» — юмористическая телевизионная передача. Первый выпуск вышел 19 ноября 1990 года. Программа была придумана коллективом авторов: Игорь Угольников, Сергей Денисов, Алексей Кортнев. Они же были режиссёрами программы. У программы было одновременно несколько ведущих, в их числе Игорь Угольников, Николай Фоменко, Евгений Воскресенский, Сергей Гинзбург.

## История
История программы берёт своё начало осенью 1990 года. Театральные актёры Игорь Угольников и Евгений Воскресенский, участники группы «Несчастный случай» Алексей Кортнев и Валдис Пельш в то время часто устраивали капустники в Доме актёра. В октябре один из таких капустников посетил основатель телекомпании ATV Анатолий Малкин и предложил актёрам делать их уже на телевидении. В этот же день руководитель капитал-шоу «Поле чудес» Владислав Листьев предложил Игорю Угольникову место ведущего. В итоге Угольников сделал выбор в пользу Малкина.
«Оба-на!» была довольно смелой и популярной юмористической программой. Она сразу же прославилась сюжетом под названием «Похороны еды» (актуальная шутка 1990-1991 годов об отсутствии продуктов в магазинах и сатира на Эпоху пышных похорон 1980-1985 годов). «Оба-на!» стала первым лауреатом премии международного фестиваля сатиры и юмора «Золотой Остап».
Первые несколько выпусков Угольников, Денисов, Кортнев, а также Валдис Пельш придумывали и делали вместе. Вместе с ними в программе с самого начала участвовали актёры Евгений Воскресенский и Сергей Гинзбург. Чуть позже к ним присоединился участник бит-квартета «Секрет» Николай Фоменко. Затем Угольников пригласил в программу участника группы «Дюна» Виктора Рыбина. Большинство участников уходило из программы из-за занятости в других сферах, и в итоге осталась впоследствии полюбившаяся троица: Угольников, Фоменко, Воскресенский.
Летом 1992 года из-за творческих разногласий с Игорем Угольниковым отказались работать Фоменко и Воскресенский, а также Виктор Рыбин. Угольников ушёл из Авторского телевидения и стал работать над передачей как её основной актёр и руководитель в учреждённой им компании «Мастер ТВ». В то же время глава ATV Анатолий Малкин намеревался продолжать делать программу «Оба-на!» с другими актёрами (чего не произошло). В связи с этим у программы под руководством Угольникова появилось новое название — «Оба-на! Угол-шоу».
В «Оба-на. Угол-шоу» на телевизионном экране впервые появились такие артисты, как Нонна Гришаева, Мария Аронова, Вячеслав Гришечкин, Сергей Чванов и Игорь Касилов.
После убийства Владислава Листьева и образования ОРТ Игорь Угольников стал чувствовать усталость и неудовлетворённость своей работой, а также ужесточившийся контроль со стороны нового руководства первой кнопки. Кроме того, Угольников считал: «К сожалению, в последнее время люди, которые приходят ко мне в программу, воспринимают её не как возможность поработать и проявить себя, а как своеобразный ликбез. Поучиться чему-нибудь у Угольникова и уйти. Причём уйти некрасиво». В итоге было принято решение закрыть программу. Последний выпуск программы «Оба-на!» вышел в эфир 24 декабря 1995 года.

## Ведущие и актёры
В программе снимались:
- Игорь Угольников

### Первые выпуски (по алфавиту)
- Евгений Воскресенский
- Сергей Гинзбург
- Андрей Заблудовский
- Алексей Кортнев
- Алексей Мурашов
- Алексей Неклюдов
- Сергей Осенев («Лёгкий бум»)
- Валдис Пельш
- Александр Резалин
- Виктор Рыбин
- Виктор Савюк («Лёгкий бум»)
- Юлия Силаева
- Александр Суворов
- Алла Угольникова
- Николай Фоменко
- Арийс Чумаков
- Вадим Элик

### Последующие выпуски (по алфавиту)
- Мария Аронова
- Нонна Гришаева
- Вячеслав Гришечкин
- Евгений Дворжецкий
- Вадим Долгачёв
- Игорь Евстифеев (комик-театр «Группа товарищей»)
- Владимир Зайцев
- Игорь Касилов
- Виктор Костромин
- Ирина Кулевская
- Александр Никитченко
- Николай Рыбаков (комик-театр «Группа товарищей»)
- Сергей Таланов (комик-театр «Группа товарищей»)
- Алла Угольникова
- Сергей Чванов